# Chromatomyia elgonensis
Chromatomyia elgonensis är en tvåvingeart som beskrevs av Spencer 1985. Chromatomyia elgonensis ingår i släktet Chromatomyia och familjen minerarflugor.
Artens utbredningsområde är Kenya. Inga underarter finns listade i Catalogue of Life.